# Сріємське Лазе
Сріємське Лазе (хорв. Srijemske Laze) — населений пункт у Хорватії, в Вуковарсько-Сремській жупанії у складі громади Старі Янковці.

## Населення
Населення за даними перепису 2011 року становило 572 осіб.
Динаміка чисельності населення поселення:

## Клімат
Середня річна температура становить 11,09 °C, середня максимальна – 25,41 °C, а середня мінімальна – -5,98 °C. Середня річна кількість опадів – 682 мм.
| Клімат поселення                              | Клімат поселення | Клімат поселення | Клімат поселення | Клімат поселення | Клімат поселення | Клімат поселення | Клімат поселення | Клімат поселення | Клімат поселення | Клімат поселення | Клімат поселення | Клімат поселення | Клімат поселення |
| Показник                                      | Січ.             | Лют.             | Бер.             | Квіт.            | Трав.            | Черв.            | Лип.             | Серп.            | Вер.             | Жовт.            | Лист.            | Груд.            |                  |
| Середній максимум, °C                         | 5,85             | 7,91             | 12,52            | 17,19            | 22,43            | 25,41            | 25,24            | 24,84            | 20,80            | 15,34            | 9,50             | 5,50             |                  |
| Середня температура, °C                       | −0,06            | 2,01             | 6,61             | 11,27            | 16,52            | 19,50            | 21,25            | 20,86            | 16,80            | 11,35            | 5,50             | 1,50             |                  |
| Середній мінімум, °C                          | −5,98            | −3,9             | 0,70             | 5,39             | 10,62            | 13,60            | 17,25            | 16,87            | 12,81            | 7,36             | 1,51             | −2,5             |                  |
| Норма опадів, мм                              | 44               | 39               | 42               | 54               | 61               | 89               | 69               | 63               | 51               | 55               | 62               | 53               |                  |
| Середньомісячна швидкість вітру, м/с          | 2.14             | 2.40             | 2.74             | 2.61             | 2.36             | 2.16             | 2.10             | 1.96             | 1.90             | 2.08             | 2.16             | 2.20             |                  |
| Середньомісячна сонячна радіація, кДж/м²·день | 4361             | 7124             | 11110            | 15600            | 19431            | 21424            | 22346            | 20397            | 15113            | 9511             | 4972             | 3648             |                  |
| --------------------------------------------- | ---------------- | ---------------- | ---------------- | ---------------- | ---------------- | ---------------- | ---------------- | ---------------- | ---------------- | ---------------- | ---------------- | ---------------- | ---------------- |
| Джерело:                                      |                  |                  |                  |                  |                  |                  |                  |                  |                  |                  |                  |                  |                  |